# Kōji Sakamoto
Kōji Sakamoto (jap. 坂本 紘司 Sakamoto Kōji; ur. 3 grudnia 1978) – japoński piłkarz występujący na pozycji pomocnika.

## Kariera klubowa
Od 1997 do 2012 roku występował w klubach Júbilo Iwata i Shonan Bellmare.